# Aeródromo Torca
El Aeródromo Torca (OACI: SCLI) es un terminal aéreo ubicado junto al caserío de Llico, Provincia de Curicó, Región del Maule, Chile. Es de propiedad privada.